# Флаг Южно-Приморского
Флаг муниципального образования муниципальный округ Ю́жно-Примо́рский в Красносельском районе города Санкт-Петербурга Российской Федерации — опознавательно-правовой знак, служащий официальным символом муниципального образования и знаком единства его населения.
Ныне действующий флаг утверждён 25 ноября 2008 года и внесён в Государственный геральдический регистр Российской Федерации с присвоением регистрационного номера 4501.

## Описание
«Флаг муниципального округа Южно-Приморский представляет собой прямоугольное полотнище с отношением ширины флага к длине — 2:3, воспроизводящее композицию герба муниципального округа Южно-Приморский в зелёном, голубом, жёлтом и белом цветах».
Описание герба гласит: В скошенном слева зелёном и лазоревом (синем, голубом) поле поверх деления — два серебряных вписанных якоря — морской, направленный лапами вверх и речной лапами вниз, положенных сообразно скошению и соприкасающиеся рымами, сопровождаемые в зелени — золотой ветвью дуба положенной в левую перевязь; в лазури — серебряного одномачтового судна с серебряными распущенными парусами, развивающимися вправо серебряными вымпелом на мачте, носовым и кормовым флагами.

## Символика
Флаг составлен на основании герба муниципального образования муниципальный округ Южно-Приморский, в соответствии с традициями и правилами вексиллологии и отражает исторические, культурные, социально-экономические, национальные и иные местные традиции.
Золотая дубовая ветвь — символ неповторимой природы Южно-Приморского парка, а также символ крепости духа и мужества защитников города, сражавшихся на этих рубежах в годы Великой Отечественной войны.
Серебряный шлюп — символизирует безбрежные просторы Финского залива, а также расположение на территории муниципального округа Южно-Приморский Матисова канала.
Фигуры флага (золотая дубовая ветвь и серебряное одномачтовое судно) показывают преемственность с ранее используемой муниципальным округом Южно-Приморский символикой.
Зелёный цвет — символ радости, жизни, возрождение природы. Символ бывшей известной дачной и сельской местности. Ныне — символ зелёных насаждений и молодости.
Голубой цвет (лазурь) — честность, верность, безупречность, красота, мир, возвышенные устремления.
Жёлтый цвет (золото) — символ благодати, прочности, величия, солнечного света. Символизирует также могущество, силу, постоянство, знатность, справедливость, верность.
Белый цвет (серебро) — чистота помыслов, правдивость, невинность, благородство, откровенность, непорочность, надежда.

## История
Первый флаг муниципального округа № 38 (с 13 июня 2008 года — муниципальный округ Южно-Приморский) был утверждён в июне 2003 года.
Флаг представлял собой красное полотнище с изображением в центре герба муниципального округа № 38. Герб представлял собой «фигурный щит, разделённый по диагонали на два разноцветных поля цвета лазури и серебра с изображением плывущего корабля и золотой ветви дуба, перевитой червлёной лентой». Щит снизу был обрамлён зелёной лентой с надписью жёлтыми литерами «Муниципальное образование № 38», а сверху красной лентой с надписью «Санкт-Петербург».